# Union sportive Montfaucon
L'Union sportive Montfaucon est un club de football féminin français basé à Montfaucon-Montigné, aujourd'hui localité de Sèvremoine, une nouvelle commune du Maine-et-Loire. 
Les Montoises atteignent pour la première fois de leur histoire la Division 1 en 1980, après plusieurs saisons passées dans les divisions de la Ligue atlantique. Elles ont évolué durant dix saisons en première division de 1974 à 1989.
L'équipe fanion du club évolue aujourd'hui dans les divisions départementales du district du Maine-et-Loire.

## Palmarès
Le tableau suivant liste le palmarès du club actualisé à l'issue de la saison 2011-2012 dans les différentes compétitions officielles au niveau national et régional.
| Compétitions régionales | Équipes de jeunes           |
| --- | --------------------------- |
| - Division d'Honneur Atlantique (3) - Vainqueur : 1976, 1977, 1978. - Coupe Atlantique (5) - Vainqueur : 1976, 1977, 1978, 1989, 1990. | Votre aide est la bienvenue |

## Bilan saison par saison
Le tableau suivant retrace le parcours du club depuis la création de la première division en 1974.
| Édition   | Division 1    | Divisions régionales |
| --------- | ------------- | -------------------- |
| 1974-1980 | -             | ...                  |
| 1980-1981 | Premier tour  | -                    |
| 1981-1982 | Premier tour  | -                    |
| 1982-1983 | 4e (Gr. D)    | -                    |
| 1983-1984 | 4e (Gr. B)    | -                    |
| 1984-1985 | 5e (Gr. A)    | -                    |
| 1985-1986 | 3e (Gr. D)    | -                    |
| 1986-1987 | 2e (Gr. E)    | -                    |
| 1987-1988 | 8e (Gr. C)    | -                    |
| 1988-1989 | 6e (Gr. C)    | -                    |
| 1989-1990 | 1/4 de finale | -                    |
| 1990-2013 | -             | ...                  |